# Walāya und Barā'a
Walāya und Barā'a (arabisch الولاية والبراءة, DMG al-Walāya wa-l-barāʾa ‚Loyalität und Lossagung‘) sind zwei sozialethische Konzepte bei den Ibaditen und Schiiten, die den inneren Zusammenhalt der Gemeinschaft der Gläubigen und ihre Abgrenzung nach außen betreffen. Loyalität und Solidarität (walāya) soll man demnach nur zu den Mitgliedern der eigenen Gemeinschaft unterhalten, allen anderen Muslimen gegenüber dagegen Lossagung und Meidung (barāʾa) üben. Im sunnitischen Islam wurden die beiden Konzepte in vormoderner Zeit abgelehnt, doch entwickelte sich im modernen Salafismus mit al-Walā' wa-l-barā' eine ähnliche Doktrin heraus. Sie richtet sich allerdings vornehmlich gegen Nichtmuslime und diejenigen, die mit ihnen zusammenarbeiten.

## Ursprung
Die Konzepte Walāya und Barā'a haben ihren Ursprung in der vorislamischen arabischen Stammesgesellschaft. Walāya bezeichnete dort den Schutz, den der Stamm gegenüber den einzelnen Mitgliedern gewährleistete, Barā'a bezeichnete umgekehrt den Ausschluss eines aufsässigen Mitglieds aus dem Stamm. Der Begriff Barā'a wird auch in Vers 1 von Sure 9 verwendet, in der die Trennung der Muslime von den Nichtmuslimen erklärt wird: „Eine Aufkündigung (barāʾa) von Seiten Gottes und seines Gesandten an jene Beigeseller, mit denen ihr einen Bund geschlossen hattet“. Sure 9 wird deswegen auch als Sūrat al-Barā'a bezeichnet.

## Bei den Ibaditen

### Geschichte
In seiner Kombination wurde das Walāya-Barā'a-Konzept zunächst von den Charidschiten verwendet, die sich damit gegenüber anderen Muslimen abgrenzten, die nicht ihrer Lehre folgten. Die Ibaditen, die in der Tradition der Charidschiten stehen, übernahmen das Konzept und legten dafür bestimmte Regeln fest. Die ersten Aussagen zu Walāya und Barā'a finden sich in einer Fatwa-Sammlung des ibaditischen Gelehrten Rabīʿ ibn Habīb (gest. 806). Ein weiterer früher Gelehrter, der sich ausführlich zur Anwendung von Walāya und Barā'a äußerte, war der rustamidische Imam Aflah ibn ʿAbd al-Wahhāb (gest. 864/5). Fast alle ibaditischen Fiqh-Werke vom 9. Jahrhundert bis heute enthalten ein ausführliches Kapitel zu diesem Thema.
Bei den Ibaditen im Mzab wird das Prinzip bis heute aufrechterhalten. Es wirkt hier als eine "religiöse Transformation tribaler Politik". In Oman, wo die Ibaditen die Bevölkerungsmehrheit stellen, ist das Walāya-Barā'a-Prinzip heute auch Gegenstand des Religionsunterrichts in den Schulen.

### Inhalt
Walāya drückt insgesamt ein Verhältnis der Nähe aus. Zu den Dingen, die es einschließt, gehören Liebe mit dem Herzen und Lob mit der Zunge, Freundschaft und Bruderschaft, Bitte um Vergebung (istiġfār) für die betreffenden Personen sowie der Wunsch, dass den betreffenden Personen die gleichen Wohltaten im Diesseits und Jenseits zukommen wie einem selbst. Walāya ist nach der klassischen ibaditischen Lehre verpflichtend gegenüber 1.) den Gläubigen im Allgemeinen, 2.) denjenigen Personen, die im Koran gelobt werden, darunter Propheten, Priester und Mönche, 3.) einem rechtschaffenen Imam, und 4.) Individuen, die die Vorschriften in zufriedenstellender Weise erfüllen.
Zu den Dingen, die die Barā'a einschließt, gehören die Pflicht, die betreffenden Personen zu beschimpfen und zu verfluchen, sowie Feindschaft (ʿadāwa) im Herzen. Barā'a muss geübt werden: 1) gegenüber den Ungläubigen, und zwar sowohl lebenden als auch toten, 2.) gegenüber einem ungerechten Imam, 3.) gegenüber denjenigen, die im Koran missbilligt (maḏmūmūn) und als Rebellen beschrieben werden, und 4.) gegenüber denen Personen, die eine schwere Sünde (kabīra) begangen haben. Beim großen Sünder wird die Barā'a aufgehoben, wenn er Tauba leistet. Eine Person, gegen die Barā'a verhängt worden ist, wird Mubtari' genannt. Wer ihr gegenüber nicht Barā'a übt, ist wie diese selbst zu behandeln. Die Barā'a kennzeichnet den damit Gestraften als Ungläubigen. Wenn der Mubtari' mit der Gemeinschaft in Konflikt gerät, droht ihm außerdem der Tod.
Gegenüber einem Imam gilt die Regel, dass man sich bei Begehung einer großen Sünde nicht unmittelbar von ihm abwenden, sondern ihn erst formal zur Tauba auffordern soll. Wenn er dieser nachkam, galt weiter die Pflicht zur Walāya. Wenn er dagegen die Tauba verweigerte, hatten die Gläubigen sich von ihm loszusagen und mussten ihn bekämpfen.
Neben der Walāya und der Barā'a kennen die Ibaditen noch die Möglichkeit der Enthaltung (wuqūf, tawaqquf), die in unklaren Fällen angewandt werden kann. Dieses Prinzip soll zum Beispiel bei Kindern von Personen angewandt werden, gegenüber denjenigen man Barā'a übt. Bei ihnen wird die Entscheidung auf die Zeit nach der Mündigwerdung verschoben. Grundsätzlich gab es die Auffassung, dass Wuqūf einer „Ausstoßung ohne hinlängliches Wissen“ (barāʾa ʿalā ġair ʿilm) vorzuziehen sei.
Walāya und Barā'a haben bei den Ibaditen auch ökonomische Implikationen. So schließen sie die Regel ein, dass die Erträge der Zakāt-Steuer nur unter bedürftigen Ibaditen verteilt werden dürfen. Ibaditen, die sich nicht an diesen Grundsatz hielten, wurden zwar nicht mit Barāʾa belegt, aber als Munāfiq eingestuft. Im ibaditischen Prozessrecht gilt außerdem, dass nur derjenige als Zeuge auftreten kann, der zu den Leuten der Walāya gehört.
Theoretisch impliziert das Walāya-Barā'a-Prinzip eine vollständige Isolation der Ibaditen gegenüber allen anderen Muslimen. In der Praxis wurde die Barā'a aber nur selten gegenüber anderen Muslimen ausgesprochen. Auch wurde jede Befragung zur Prüfung des Anspruches auf Walāya abgelehnt. Vielmehr sollte jeder, der Übereinstimmung in der Religion zu erkennen gibt, Walāya erhalten, wenn von ihm nichts Verurteilenswertes bekannt ist.

## Bei den Schiiten
In den alidischen Kreisen von Kufa wurde das Doppelkonzept von al-Walāya und al-Barā'a zunächst abgelehnt. Später wurde es im Bereich der imamitischen Schia zu einem festen Glaubensartikel. Ibn Bābawaih zitiert den Propheten mit den Worten: „Der Glaube des Menschen wird nur dann von Gott angenommen, wenn er Walāya gegenüber ʿAlī und Barāʾa gegenüber all seinen Feinden einschließt.“ Dschaʿfar as-Sādiq soll den Glauben in sechs Punkten zusammengefasst haben: 1. Lossagung (barāʾa) von allen Tawāghīt, 2. Loyalität (walāya) gegenüber den Imamen, 3. die Rückkehr (raǧʿa) des erwarteten Imams, 4. die Erlaubtheit der Mutʿa, 5. die Unerlaubtheit des Aals und 6. al-Mash ʿalā l-chuffain.
Wenn der Gläubige stirbt, wird sein Festhalten an den beiden Prinzipien Walāya und Barā'a nach der imamitischen Lehre überprüft. Der Todesengel soll dann ʿAlī hinsichtlich seiner fragen: „War er Dir und Deiner Familie zugetan?“ ʿAlī antwortet dann: „Ja, er hat Zuneigung zu uns gezeigt und sich von unseren Feinden abgewandt“. Diese Information wird an den Engel Gabriel übermittelt, der seinerseits darüber Gott unterrichtet. Imamiten betonen, dass Walāya alleine nicht ausreicht, sondern immer von Barā'a begleitet sein muss, weil es sonst ein Zeichen schwachen Glaubens ist. So sei es auch nicht erlaubt, hinter einem Imam zu beten, der nur Loyalität gegenüber ʿAlī übe, sich aber nicht von seinen Feinden lossage. Eine Unterlassung der Lossagung soll nur aus Gründen der Taqīya erlaubt sein. Sowie die Barā'a von den Feinden der Schia eine Pflicht ist, gilt umgekehrt die Barā'a gegenüber den Imamen als eine Freveltat.
Die Konzepte Walāya und Barā'a sind auch Bestandteil der fatimidisch-ismailitischen Lehre. Sie werden als die beiden Elemente, aus denen sich der Glauben zusammensetzt, beschrieben, allerdings wird betont, dass Barā'a eine Voraussetzung für Walāya ist. Barā'a wird dabei als die Lossagung von denjenigen verstanden, die sich von Gottesgesandten und Imamen getrennt haben. Nur wer die Barā'a vollzogen hat, kann Walāya üben und dadurch seinen Glauben vervollständigen. Die Ismailiten ziehen hierbei einen Analogieschluss zum rituellen Gebet: sowie die rituelle Reinigung eine Voraussetzung für das Gebet und gleichzeitig ein Bestandteil desselben ist, so soll auch Barā'a gleichzeitig eine Voraussetzung für den Glauben und ein Bestandteil desselben sein. Barā'a wird deswegen von den Ismailiten auch als der „innere Sinn“ (bāṭin) des Wudū’ betrachtet.

## Rezeption bei den Sunniten
Unter den Sunniten lehnten insbesondere die Hanbaliten das Konzept ab. So soll Ahmad ibn Hanbal gesagt haben: „Al-Walāya ist eine Bidʿa und al-Barā’a ist eine Bidʿa. Das haben sich diejenigen eingebildet, die sagen: Wir schließen uns jemandem an und wir sagen uns von jemandem los. Diese Lehre ist eine Bidʿa. So nehmt euch davor in Acht.“ In ähnlicher Weise verwarf auch der hanbalitische Gelehrte Ibn Batta (gest. 997) Walāya und Barā’a als Bidʿa.